# Occitansk (sprog)
Occitansk er en gruppe gallo-romanske sprog, som tales i Sydfrankrig og det øvrige historiske Occitanien.
Der er tre hoveddialekter:
- nordoccitansk i auvergnatisk, limousinsk og provencalsk
- central- eller sydoccitansk med languedocsk, provencalsk og niçois
- gasconsk

Occitansk tales også i Val d'Aran – en dal i Pyrenæerne i Spanien på grænsen til Frankrig. I Val d'Aran er occitansk officielt sprog og kaldes béarnsk. Sproget er en afart af gasconsk, der tales i Gascogne. Ca. 60% af de 6.000, der bor i dalen, taler sproget, mens godt 90% forstår det.

## Standarder
I occitansk findes der flere standarder for, hvordan sproget skal skrives. Grunden er, at troubadourer talte og sang det. Senere er det besluttet, hvordan sproget skal skrives. Der findes fire standarder:

### Mistrals standard
Mistrals standard søger at fastlægge, hvordan man skriver occitansk, og er udviklet før den klassiske. Standarden blev udviklet i 1853 på baggrund af Joseph Roumanilles værker og Frédéric Mistrals arbejde, som den er opkaldt efter.

### Klassisk standard
Den klassiske standard har som mål at dække samtlige occitanske dialekter. Den baserer sig på troubadourernes mundtlige overleveringer og forsøger at konstruere moderne ord herudfra. Standarden er afslutningen på den proces, der blev påbegyndt i begyndelsen af 1800-tallet og afsluttet med udgivelsen af livre Gramatica Occitana segon los parlars lengadocians af Louis Alibert i 1935.

### Bonnaudienne-standarden
Bonnaudienne-standarden tager udgangspunkt i den auvergnatiske dialekt. Standarden varetages af Cercle Terre d'Auvergne.

### École du Pô-standarden
École du Pô-standarden er udviklet af den cisalpine dialekt, der tales i de occitanske dale på grænsen mellem Frankrig og Italien. Standarden varetages af École du Pô, der søger at bevare de regionale sprog omkring Piemonte.

## Talere
Antallet af brugere varierer alt efter, hvordan man definerer brugen.
- Ifølge en undersøgelse af bl.a. Étienne Hammel og Philippe Martel[5] er der 583.000 talere.
- Délégation générale à la langue française et aux langues de France[6] mener at tallet ligger omkring 526.000..
- På Etnologs hjemmeside [1] kan man se tallet 1,94 mio. i Frankrig og 2.048.310 i alt.
- Lingvisten Jean-Marie Klinkenberg[7] mener, at der er mellem 10 og 12 mio. der taler occitansk.